# Стаге, Йенс
Йенс Дальсгор Стаге (дат. Jens Dalsgaard Stage; род. 8 ноября 1996, Орхус) — датский футболист, полузащитник клуба «Вердер» и сборной Дании.

## Карьера
Является воспитанником датской команды «Брабрэнд». В 2015 году тренировался в составе «Мидтьюлланна». 27 января 2016 года подписал первый контракт с клубом «Орхус». Первое время выступал за молодёжную команду. 8 мая 2016 года дебютировал в датской Суперлиге в поединке против того же «Мидтьюлланна», выйдя на замену на 84-й минуте вместо Дино Микановича. Всего в дебютном сезоне Стаге провёл 6 матчей. В сезоне 2016/17 также был основным игроком ротации. В конце 2016 года контракт был продлен.
В 2019 году перешёл в столичный клуб «Копенгаген», подписав пятилетний контракт. Он отверг предложения других заграничных клубов.

## Статистика

### Матчи Стаге за сборную Дании
| Матчи Стаге за сборную Дании | Матчи Стаге за сборную Дании | Матчи Стаге за сборную Дании | Матчи Стаге за сборную Дании | Матчи Стаге за сборную Дании | Матчи Стаге за сборную Дании |
| ---------------------------- | ---------------------------- | ---------------------------- | ---------------------------- | ---------------------------- | ---------------------------- |
| №                            | Дата                         | Соперник                     | Счёт                         | Голы Стаге                   | Соревнование                 |
| 1                            | 15 ноября 2021               | Шотландия                    | 0:2                          | —                            | Чемпионат мира 2022 (отбор)  |
| 2                            | 15 октября 2024              | Швейцария                    | 2:2                          | —                            | Лига наций УЕФА 2024/2025    |

Итого: 2 матча / 0 голов; 0 побед, 1 ничья, 1 поражение.